# Wapen van Rien

Wapen van Rien

Het wapen van Rien is het dorpswapen van het Nederlandse dorp Rien, in de Friese gemeente Súdwest-Fryslân. Het wapen werd in 2001 geregistreerd.

## Beschrijving
De blazoenering van het wapen in het Fries luidt als volgt:
yn grien in gouden keper, fan boppen beselskippe fan in ôfskuorde swannehals en in ôfskuorde hynsteholle, nei-inoar takeard en beide fan sulver, en fan ûnderen beselskippe fan in gouden nôtskeaf.
De Nederlandse vertaling luidt als volgt:
in groen een gouden keper, van boven vergezeld van een afgescheurde zwanenhals en een afgescheurd paardenhoofd, naar elkaar toegekeerd en beide van zilver, en van onderen vergezeld van een gouden korenschoof.
De heraldische kleuren zijn: sinopel (groen), goud (goud) en zilver (zilver).

## Symboliek
- Groen veld: staat voor de ligging van het dorp op het oorspronkelijk bedijkte eiland van Oosterend.[2]
- Keper: symbool voor de Riensterzijl, een voormalige sluis bij het dorp.[2]
- Zwanenhals: duidt op het recht van zwanendrift dat aan deze sluis verbonden was.[2]
- Paardenhoofd: verwijst naar de paardenmarkt die in het dorp gehouden werd.[2]
- Korenschoof: afkomstig van het wapen van de familie Rheen, naamgever van het dorp.[2]

## Zie ook

Vlag van Rien